# Georgina Mello
Georgina Maria Augusta Benrós de Mello (Mindelo, Cabo Verde, 1 de dezembro de 1953 - 2023) é uma economista cabo-verdiana e foi diretora-geral da Comunidade dos Países de Língua Portuguesa (CPLP), de 2014 a 2020.

## Educação
Georgina de Mello nasceu no Mindelo, na ilha de São Vicente, em Cabo Verde, no dia 1 de Dezembro de 1953 e faleceu em 2023.
Recebeu seus estudos primários e secundários em Paul, na ilha de Santo Antão e estudou economia no Instituto Superior de Economia e Gestão, em Lisboa. Depois de licenciada, pós-graduou-se pelo Centro de Formação e Aperfeiçoamento Administrativo (CENFA; atual Escola de Negócios e Governação da Universidade de Cabo Verde), e com especialização pela Escola Superior de Assuntos Públicos e Internacionais da Universidade de Pittsburgh, na Pensilvânia. Era Mestre em Património, Turismo e Desenvolvimento, pelo Departamento de Ciências Sociais e Humanas, da Universidade de Cabo Verde, tendo defendido a tese "Museu Virtual de Paisagens de Cabo Verde – Por um modelo alternativo de turismo".

## Carreira
Após terminar os seus estudos, trabalhou como economista tanto em Cabo Verde como em Timor-Leste. Desempenhou várias funções, nos sectores público e privado, em Cabo Verde. Em Timor-Leste, conduziu o processo da instalação da agência de promoção do investimento e das exportações, tendo sido sua primeira diretora executiva.

## Diretora-geral da CPLP
Em fevereiro de 2014, tornou-se diretora-geral da Comunidade dos Países de Língua Portuguesa (CPLP), tendo sucedido a Hélder Vaz Lopes, da Guiné-Bissau, tendo ocupado o cargo até 2020. 

## Prémios e Reconhecimento
Em 2015, Mello recebeu o "Prémio Femina", dado a mulheres com realizações excecionais para a lusofonia.

A ARitmar distinguiu-a com o Prémio Especial do Júri. 